# Pete Sampras
Pete Sampras, all'anagrafe Petros Sampras (Potomac, 12 agosto 1971), è un ex tennista statunitense.
Soprannominato Pistols o Pistol Pete per i suoi potenti colpi, è considerato uno dei migliori tennisti di tutti i tempi. Ha vinto 14 titoli del Grande Slam e cinque ATP Finals. È stato numero 1 del mondo per 286 settimane (conteggio che lo posiziona al terzo posto dietro a Novak Đoković e Roger Federer) e ha terminato sei stagioni consecutive al primo posto del ranking (record). Inoltre per 6 anni consecutivi è stato eletto ITF World Champion.
Pur non avendo mai realizzato il Career Grand Slam (è infatti mancante della vittoria al Roland Garros), è ricordato per i suoi sette successi sull'erba di Wimbledon (record poi battuto da Roger Federer) su sette finali disputate, i cinque agli US Open (record in Era Open condiviso con Jimmy Connors e Roger Federer) e i due agli Australian Open. Giocatore d'attacco e da superfici veloci, con i suoi colpi piatti, esplosivi, precisi e l'abilità nel serve & volley, fu protagonista inoltre di un'accesa rivalità con il connazionale Andre Agassi, ritenuta una delle più emozionanti della storia del tennis anche per la spettacolarità derivante dal confronto tra i due diversi stili di gioco.
È stato inserito nella International Tennis Hall of Fame nel 2007.

## Biografia
Sampras è nato a Potomac, nel Maryland, il 12 agosto del 1971, terzogenito dei quattro figli di Soterios Sampras, detto Sammy, e di Georgia Vroustouris. Il padre è nato negli Stati Uniti da padre greco, Costas Sampras, e da madre statunitense di origine ebraica, Sarah A. Steinberg, mentre la madre è un'immigrata greca originaria di Sparta, nel Peloponneso. È affetto fin dalla nascita da una forma lieve di anemia mediterranea.
All'età di tre anni trovò una racchetta da tennis nella cantina di casa e iniziò ad allenarsi palleggiando contro il muro. All'età di sette anni si trasferì con la famiglia a Palos Verdes, in California, dove il clima più caldo gli permise di dedicare maggiore tempo al tennis e iniziare ad allenarsi sul serio. In questi primi anni il suo giocatore preferito era l'australiano Rod Laver. Attraverso il Jack Kramer Club di tennis iniziò a partecipare a tornei giovanili mettendo in mostra il suo talento e all'età di undici anni riuscì a disputare una partita con il suo idolo Laver.
Peter Fischer, il suo maestro e allenatore fino al 1989, trasformò Pete in un giocatore di puro attacco serve and volley e a sedici anni modificò il rovescio di Sampras, da bimane a una mano.
Il 30 settembre 2000 si è sposato con l'attrice Bridgette Wilson (ex Miss Teen USA). Il 21 novembre 2002 è nato Christian Charles e il 29 luglio 2005 la coppia ha avuto Ryan Nikolaos. La famiglia Sampras risiede a Lake Sherwood, in California.

## Caratteristiche tecniche
Pete Sampras è stato un campione che ha dovuto il suo successo al gioco aggressivo e potente, oltre al grande talento nel tocco della palla; è stato l'ultimo grande interprete dello stile Serve & volley puro, batteva con grande potenza e spesso scendeva a rete. Il suo servizio viaggiava spesso oltre i 215 km orari, tanto che fu soprannominato "Pistol Pete" e il suo diritto piatto aveva pochi eguali, per potenza e precisione. Le volée erano uno dei suoi maggiori punti di forza, in cui riusciva a combinare perfettamente il tocco, la potenza e una grande precisione. Stesso discorso vale per lo smash, eseguito con un salto a piedi uniti che Pete riprese da un gesto del basket. Tali caratteristiche lo adattavano perfettamente al gioco su tutte le superfici veloci, molto meno su quelle lente come la terra battuta dove tendeva ad esibire la stessa tipologia e tattica di gioco, ma con risultati decisamente inferiori rispetto ad altri tennisti specializzati.

## Carriera

### 1988-1990: Primi anni e la vittoria all'US Open

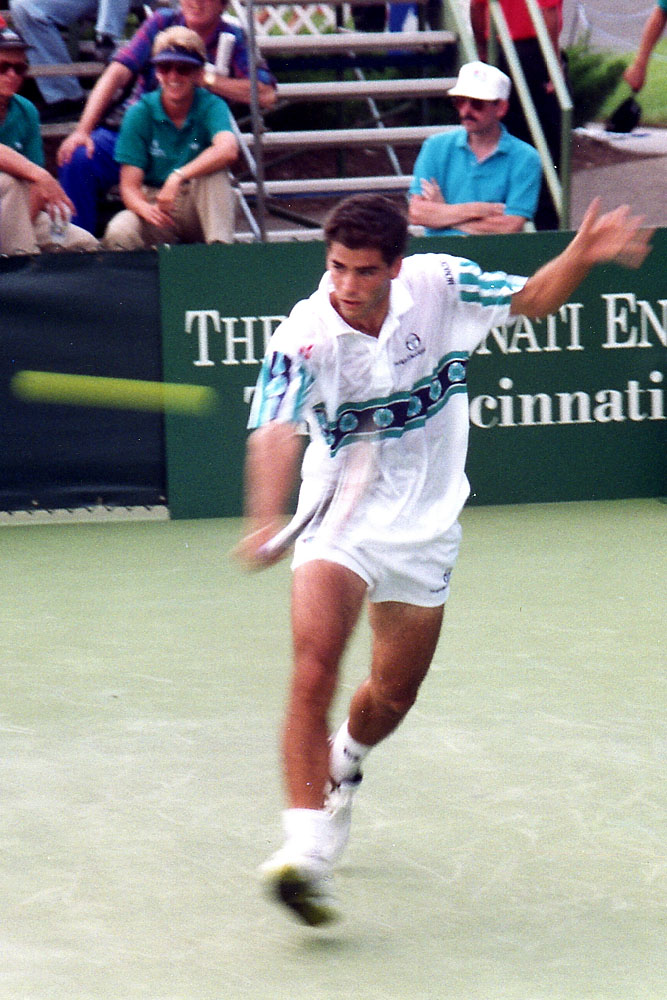
Sampras nel 1992

Sampras è diventato professionista nel febbraio 1988 all'età di 16 anni, iniziando la sua carriera come numero 893 della classifica mondiale. Il suo debutto avvenne al U.S. Pro Indoor, dove venne eliminato al primo turno dal connazionale Sammy Giammalva Jr.. La settimana successiva riuscì a mettersi in mostra al Lipton International Players Championships sconfiggendo due giocatori tra i primi quaranta del mondo, prima di perdere contro il futuro numero sette del ranking, Emilio Sánchez. Nei mesi successivi non ottiene risultati di rilievo e a fine anno prende parte al primo US Open della sua carriera venendo eliminato al primo turno dal peruviano Jaime Yzaga, tuttavia riesce nuovamente ad esibire il suo talento sconfiggendo durante l'anno anche Jim Courier (all'epoca anch'egli ad inizio carriera ma già più affermato di Pete, con cui darà vita ad una accesa rivalità nei primi anni novanta) e perfino Tim Mayotte in quel momento all'ottavo posto del ranking. Termina la stagione al numero 97 della classifica mondiale.
Nel 1989 partecipa al suo primo Australian Open venendo eliminato al primo turno dal tedesco Christian Saceanu. Agli Internazionali d'Italia incontra per la prima volta e viene eliminato dal suo futuro rivale storico Andre Agassi. La prima partita vinta in un torneo del grande slam arriverà all'Open di Francia nel primo turno contro Jorge Lozano, nel turno successivo incontrerà per la prima volta in carriera Michael Chang che lo sconfiggerà e che vincerà il titolo. Anche sull'erba di Wimbledon viene eliminato al primo turno da Todd Woodbridge ma si rifà all'US Open arrivando al quarto turno sconfiggendo lungo il percorso Mats Wilander (testa di serie numero 5 del tabellone), prima di essere battuto da Jay Berger. Alla fine dell'anno attraversa un periodo negativo venendo eliminato al primo turno in quattro tornei consecutivi, chiude la stagione al posto 81 della classifica mondiale.
Il 1990 è il primo anno da protagonista del tennis mondiale. Inizia la stagione con un torneo a Sydney, venendo eliminato ai quarti di finale da Wilander, poi agli Australian Open arriva al quarto turno sconfitto da Yannick Noah. A febbraio raggiunge la prima finale della sua carriera all'U.S. Pro Indoor sconfiggendo lungo il percorso Agassi, Mayotte e Andrés Gómez in finale vincendo il suo primo torneo da professionista; con questo risultato raggiunge per la prima volta la top-20 del ranking mondiale. Salta l'Open di Francia e a Wimbledon viene nuovamente eliminato al primo turno, stavolta ad opera del sudafricano Christo van Rensburg. Poche settimane dopo Wimbledon riesce a vincere il suo primo titolo su erba a Manchester contro Gilad Bloom. Durante la stagione estiva in cui il tour si sposta negli USA Sampras gioca sette settimane consecutive, in Canada sconfigge John McEnroe nei quarti di finale ma poi viene nuovamente battuto da Chang.
Anche a Los Angeles raggiunge la semifinale in cui viene sconfitto da Stefan Edberg. Nei successivi tre tornei non supera i quarti di finale, venendo sconfitto ancora da Chang, poi da Richey Reneberg e da Goran Ivanišević. A settembre Sampras riesce a vincere il suo primo titolo del Grande Slam all'US Open; il cammino lungo il titolo è costellato di vittorie importanti contro giocatori di alta classifica: Nel quarto turno elimina Thomas Muster (numero 6 del tabellone), nei quarti di finale Ivan Lendl (numero 3, interrompendo la serie di otto finali consecutive del cecoslovacco), in semifinale John McEnroe (numero 20) e infine in finale il rivale Agassi diventando a 19 anni e 28 giorni il più giovane campione della storia del singolare maschile dell'US Open. A fine anno partecipa ad altri cinque tornei vincendo la Grand Slam Cup contro Brad Gilbert e terminando la stagione al quinto posto del ranking mondiale.

### 1991-1992: Scalata al vertice

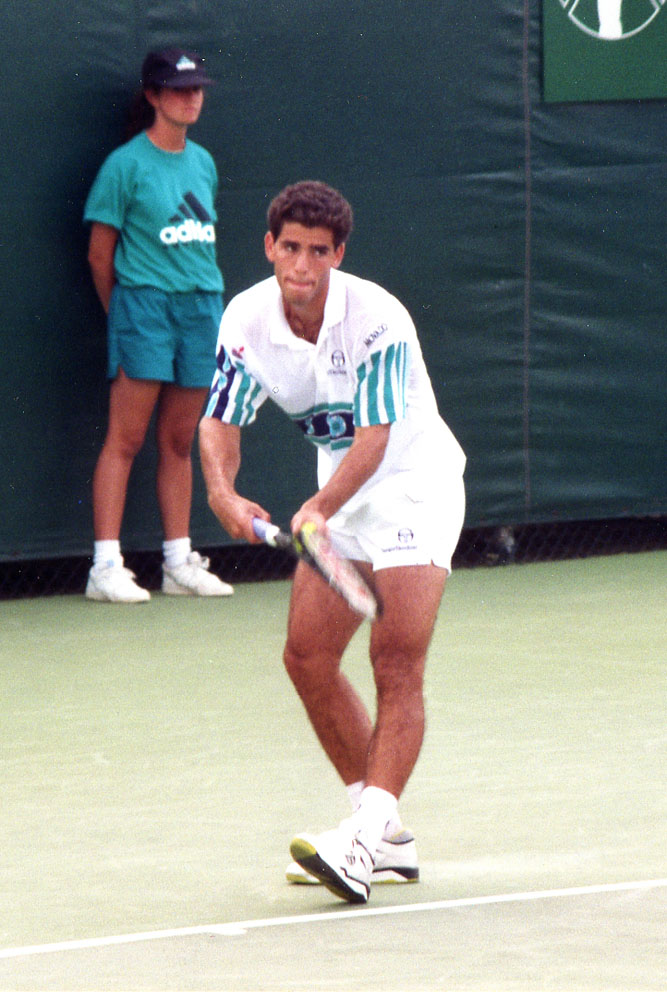
Pete Sampras nel 1992

Nel 1991 Sampras è uno dei tennisti più attesi, tuttavia la stagione si rivelerà abbastanza deludente, soprattutto nella prima parte. Salta l'Australian Open e in febbraio raggiunge la finale all'U.S. Pro Indoor in cui viene sconfitto da Lendl. Nella parte di stagione disputata sui campi in terra battuta conferma la scarsa adattabilità del suo gioco serve & volley subendo eliminazioni precoci, soprattutto al Roland Garros la sua eliminazione al secondo turno si rivela estremamente deludente per un giocatore stabilmente in top 10.
Con l'inizio della stagione sulle superfici veloci comincia ad ottenere risultati di rilievo, tra cui la finale a Manchester e a Cincinnati e le vittorie a Los Angeles e ad Indianapolis. Nonostante tutto delude sia a Wimbledon (eliminato al secondo turno da Derrick Rostagno) e soprattutto all'US Open, in cui era campione in carica, eliminato ai quarti di finale da Jim Courier. Dopo la delusione di New York vince il torneo di Lione e arriva in finale al Master di Parigi risultando sconfitto da Guy Forget. Tuttavia la stagione viene impreziosita all'ultimo appuntamento stagionale, quando sconfigge Jim Courier e vince la sua prima Tennis Masters Cup di fine anno.
Nel 1992 salta nuovamente l'Australian Open, nella prima parte di stagione riesce a vincere ad Indianapolis e, soprattutto, all'Austrian Open contro Alberto Mancini, primo torneo disputato sulla terra rossa ad entrare nel suo palmarès. A conferma dell'impegno e dei suoi progressi sulla superficie più ostica per il suo gioco Sampras riesce ad arrivare in finale anche a Atlanta, in cui però verrà sconfitto da Agassi e raggiunge per la prima volta i quarti di finale al Roland Garros.
A Wimbledon arriva in semifinale venendo sconfitto da Goran Ivanišević, in agosto vince il suo primo titolo del circuito Master Series a Cincinnati battendo Lendl in finale e all'US Open arriva in finale dove però dovrà arrendersi a Stefan Edberg. Con la nazionale degli Stati Uniti vincerà anche la Coppa Davis, giocando anche degli incontri di doppio con John McEnroe. Il 1992 è anche l'anno dell'unica apparizione di Sampras alle olimpiadi. A Barcellona il torneo si gioca sulla terra battuta e Sampras riesce ad arrivare al terzo turno, viene eliminato dal russo Andrej Čerkasov.

### 1993-2000: Gli anni migliori
Dopo due anni di assenza prende parte all'Australian Open arrivando in semifinale contro Edberg, in precedenza aveva vinto il torneo di Sydney contro Muster. Nella prima parte di stagione ottiene importanti risultati vincendo il Master di Miami (contro Washington), a Tokyo (contro Gilbert) e ad Hong Kong (contro Courier). Grazie a questi risultati in aprile raggiunge per la prima volta la cima della classifica mondiale, questo risultato genera qualche polemica in quanto Sampras dopo aver vinto l'US Open tre anni prima non è più riuscito a ripetersi e anzi è stato spesso eliminato nei primi turni. Nello slam francese non riesce a fare meglio dell'anno precedente arrivando ai quarti di finale contro lo specialista Sergi Bruguera, confermando le critiche dei suoi detrattori. Pete riesce a mettere a tacere tutte le critiche poche settimane dopo aggiudicandosi il primo titolo a Wimbledon battendo Agassi nei quarti, Becker in semifinale e Courier in finale. Nonostante la vittoria sull'erba londinese Courier riesce a riprendere il primato nella classifica mondiale in agosto per sole tre settimane. All'US Open Sampras riesce a vincere il suo secondo titolo stagionale nel Grande Slam battendo Cédric Pioline e riconquistando la testa del ranking, stavolta senza contestazioni; a fine stagione raggiunge anche la finale della Tennis Masters Cup contro Michael Stich uscendone sconfitto. Nel corso dell'anno ha stabilito il record di essere il primo giocatore della storia a realizzare mille ace in una sola stagione.
Nel 1994 partecipa al torneo di Sydney, vincendolo contro Lendl. A metà gennaio riesce a vincere per la prima volta in carriera l'Australian Open, battendo l'anziano Lendl nel quarto turno, poi Gustafsson nei quarti, Courier in semifinale ed il connazionale Todd Martin in finale. Dopo lo Slam continua a vincere, portandosi a casa i Master Series di Indian Wells e Miami (contro Korda e Agassi), poi tornei minori ad Osaka e Tokyo. A maggio riesce a vincere gli Internazionali d'Italia contro Boris Becker, il primo e unico titolo di rilievo vinto da Sampras sulla terra rossa. Nonostante questo grande risultato all'Open di Francia esce ancora nei quarti di finale, è Jim Courier ad impedirgli la conquista dell'unico slam mancante al suo palmares. Sull'erba di Wimbledon conferma la propria forza vincendo con autorità la finale contro Ivanišević. All'US Open viene eliminato a sorpresa da Jaime Yzaga nel quarto turno, riesce tuttavia a vincere per la seconda volta in carriera la Tennis Masters Cup superando Boris Becker in una combattuta finale. Per tutto l'anno non ha mai ceduto la posizione di numero 1 della classifica mondiale.

Nel 1995 la stagione inizia con la finale all'Australian Open, in cui sarà sconfitto da Andre Agassi, il torneo rimarrà tuttavia una tappa tragicamente fondamentale durante la carriera di Sampras in quanto durante la competizione Tim Gullikson, coach e grande amico di Pete, ebbe un malore e fu costretto a essere trasportato con urgenza in ospedale dove gli fu diagnosticato un tumore al cervello. A causa della malattia Gullikson non poté più allenare e morirà l'anno seguente, il suo posto sarà preso da Paul Annacone. Dopo la finale di Melbourne Sampras e Agassi si troveranno di fronte nelle finali dei Master Series di Miami, Indian Wells e Toronto ma Sampras riuscirà ad imporsi sul rivale solo ad Indian Wells, grazie a queste vittorie il 10 aprile Agassi diventa il nuovo numero 1 della classifica mondiale, ponendo fine alla striscia di Pete di 82 settimane consecutive al vertice. Al Roland Garros dopo tre quarti di finale consecutivi viene eliminato al primo turno da Gilbert Schaller, un mese dopo riesce a vincere il terzo Wimbledon consecutivo battendo Ivanišević in semifinale e Becker in finale. All'US Open riesce a riprendersi il titolo sconfiggendo Agassi in finale (e Courier durante il percorso) conquistando il suo terzo US Open (e settimo Slam in carriera, eguagliando John McEnroe). A fine anno vince anche il Master di Parigi ancora contro Boris Becker. Grazie a questi risultati riesce a riprendere dopo trenta settimane la prima posizione del ranking. Vince anche la sua seconda Coppa Davis. 

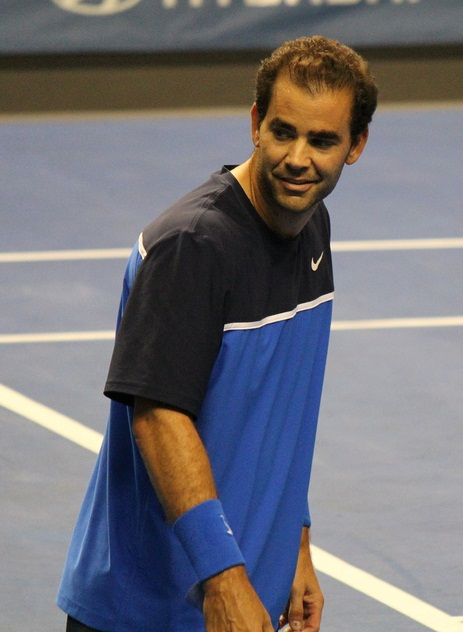
Pete Sampras nel 2008

Nel 1996 arriva al quarto turno dell'Australian Open, battuto da Mark Philippoussis, poi riesce ad aggiudicarsi i tornei di San Josè, Memphis, Hong Kong e Tokyo. All'Open di Francia riesce a migliorare il proprio risultato arrivando fino alla semifinale, stavolta sarà Evgenij Kafel'nikov a negargli la gioia dell'unico slam mancante. Dopo tre vittorie consecutive viene eliminato a Wimbledon da Richard Krajicek nei quarti di finale, lo stesso Krajicek vincerà poi il titolo in finale contro MaliVai Washington. Ad agosto vince il torneo di Indianapolis contro Ivanišević. All'US Open conquista il titolo ed è protagonista di un singolare episodio in quanto nel quarto di finale contro Àlex Corretja a causa della disidratazione dovuta al caldo avrà un malore con nausea e vomito. Durante il torneo ha superato Philippoussis, Ivanišević e in finale Michael Chang. A fine anno conquista la sua terza Tennis Masters Cup contro Boris Becker in finale. Termina l'anno al numero 1 della classifica mondiale dopo averlo ceduto durante l'anno solo per tre brevi periodi ad Agassi e Muster.
Il 1997 inizia con la conquista del secondo Australian Open contro Carlos Moyá, continua a vincere anche a San José e Philadelphia. Sulla terra rossa come sempre non brilla e al Roland Garros non va oltre il terzo turno, in questa occasione è Magnus Norman ad eliminarlo. A Wimbledon riconquista il titolo perduto sconfiggendo Korda e Becker durante il torneo e Pioline in finale. Vince anche a Cincinnati contro Muster ma viene eliminato al quarto turno dell'US Open da Petr Korda. Nel finale di stagione riesce a centrare le vittorie in Grand Slam Cup, Master di Parigi e Tennis Masters Cup diventando il primo e unico uomo ad avere vinto Tennis Masters Cup e Grand Slam Cup (successivamente abolita) nello stesso anno. Termina l'anno al numero 1 della classifica mondiale, posizione mai ceduta durante tutta la stagione.
Nel 1998 viene eliminato nei quarti di finale dell'Australian Open da Karol Kučera e a causa di risultati inferiori all'anno precedente nei primi tre mesi di stagione perde dopo 102 settimane il primo posto nel ranking a favore di Marcelo Ríos, riesce tuttavia a riprendere quasi subito il primato. Vince a Philadelphia per la quarta volta in carriera e poi ad Atlanta. A Parigi non va oltre il secondo turno, eliminato dallo specialista Ramón Delgado ma a Wimbledon vince per la seconda volta consecutiva battendo ancora Goran Ivanišević in una combattuta finale al quinto set. Nello slam casalingo arriva in semifinale, in cui viene battuto da Patrick Rafter, in seguito vince a Vienna e a fine stagione arriva alle semifinali della Masters Cup, battuto da Àlex Corretja. Termina l'anno al numero uno della classifica per il sesto anno consecutivo.
Il 1999 iniziò male poiché Sampras fu costretto a saltare l'Australian Open e non riuscì ad aggiudicarsi nessun titolo durante la prima parte di stagione. Riuscì a riprendersi a metà annata vincendo al Stella Artois Championships e poi il sesto Wimbledon, dodicesimo Slam in carriera eguagliando il record di Roy Emerson. La vittoria nella finale di Wimbledon contro Agassi è considerata come una delle migliori partite giocate da Pete in tutta la sua carriera. Nonostante la vittoria Agassi riuscì comunque a conquistare la cima del ranking. Dopo Londra vinse anche a Los Angeles e Cincinnati, infilando una striscia di ventiquattro vittorie consecutive; la serie fu interrotta per ritiro ad Atlanta a causa di un problema alla schiena. Proprio questo problema gli impedirà di prendere parte all'US Open, riuscirà a rimettersi in sesto in tempo per la Tennis Masters Cup che vincerà per la quinta (e ultima) volta in carriera, ancora contro Agassi.

### 2000-2002: Fine carriera
Sampras iniziò il 2000 raggiungendo la semifinale dell'Australian Open in cui fu sconfitto da Agassi in una partita memorabile e combattuta, in seguito si aggiudicò il Master di Miami per la terza volta in carriera (undicesimo e ultimo Master Series della sua carriera). Arrivò in finale anche al torneo del Queen's ma venne sconfitto da Lleyton Hewitt. A Wimbledon riuscì a conquistare il suo settimo titolo e tredicesimo Slam in carriera battendo Patrick Rafter e all'US Open arrivò in finale ma fu sconfitto da Marat Safin. L'11 settembre 2000 fu l'ultima volta di Pete Sampras in testa alla classifica mondiale, mantenne il trono per dieci settimane fino al 19 novembre 2000, portando il suo totale a 286, nuovo record.
Nel 2001 Sampras non vinse nessun torneo, per la prima volta dal 1989. Arrivò in finale ad Indian Wells e Los Angeles, venendo sconfitto in entrambi i casi dal rivale Agassi. A Parigi arrivò al secondo turno, ormai rassegnato all'idea di non conquistare mai lo slam sulla terra rossa, a lui ostica. A Wimbledon affrontò nel quarto turno per la prima ed unica volta il futuro re del tennis mondiale Roger Federer, che lo sconfisse al quinto set di una combattuta partita, ponendo fine alla sua striscia di 31 vittorie consecutive a Wimbledon. In agosto arrivò in finale a Long Island ma perse da Tommy Haas. A settembre riuscì ad arrivare in finale per la seconda volta consecutiva all'US Open superando Patrick Rafter, Andre Agassi e Marat Safin ma venne sconfitto dall'australiano Lleyton Hewitt.
Nel 2002 Sampras subì cocenti eliminazioni ad opera di giocatori di bassa classifica; venne eliminato al quarto turno dall'Australian Open e al primo turno del Roland Garros, ma la sconfitta peggiore fu sicuramente l'eliminazione al secondo turno di Wimbledon ad opera di George Bastl, numero 145 del ranking. All'US Open Sampras era testa di serie numero 17, dopo avere sconfitto facilmente Albert Portas e Kristian Pless fu portato al quinto set da Greg Rusedski, dopo questa partita molti dubitarono che Sampras potesse andare molto lontano nel torneo, come già accaduto nei precedenti Slam di stagione; invece contro le aspettative Pete vinse contro Haas e Roddick; in semifinale affrontò e sconfisse Sjeng Schalken raggiungendo la terza finale consecutiva e ottava in carriera del torneo, ancora contro l'eterno rivale Andre Agassi, come dodici anni prima. Sampras ebbe la meglio dopo quattro combattuti set conquistando il quinto US Open e il quattordicesimo ed ultimo Slam della sua carriera.
Dopo la vittoria Sampras non prese parte a nessun torneo per i successivi dodici mesi, senza tuttavia annunciare ufficialmente un ritiro fino ad agosto 2003, appena prima dell'US Open. Scelse di non partecipare a quel torneo ma gli fu comunque organizzata una sontuosa cerimonia di addio.

## Rivalità

### Andre Agassi
(Andre Agassi)

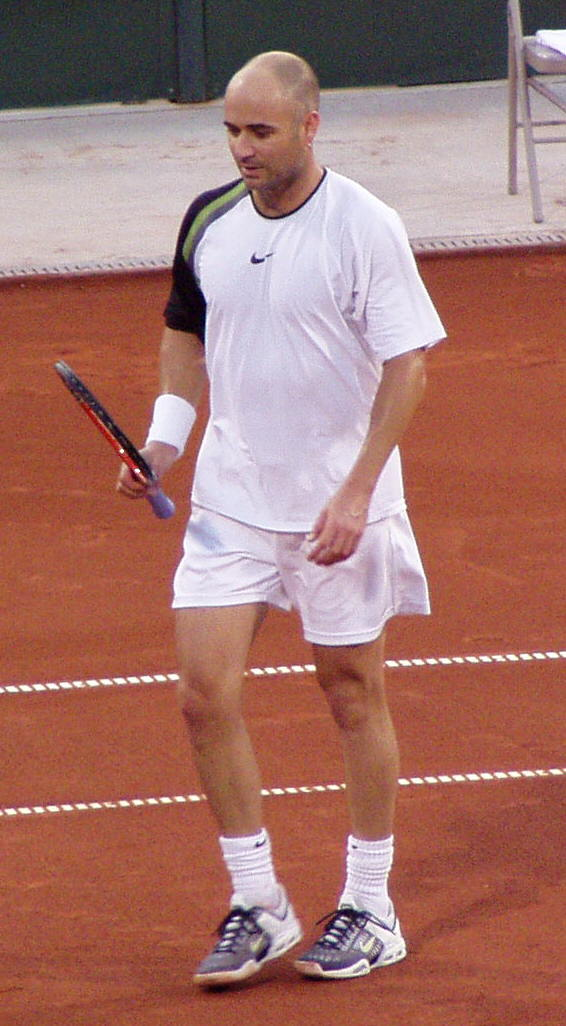
Andre Agassi nel 2005

Il principale rivale che Sampras ha affrontato per tutta la carriera è sicuramente Andre Agassi. I due sono quasi coetanei (Agassi è un anno più anziano) e quindi hanno vissuto le loro carriere in contemporanea. La loro rivalità è dovuta oltre al fatto di essersi affrontati in molte finali di tornei di alto livello anche al fatto di avere stili di gioco diametralmente opposti. Il bilancio finale è di 20-14 per Sampras.

### Altri
Oltre ad Agassi un altro rivale ostico per tutta la carriera di Pete è stato il croato Goran Ivanišević. I due sono coetanei (Sampras è più anziano di un mese) e praticavano lo stesso stile di gioco, ovvero un aggressivo serve & volley che veniva esaltato sui campi veloci come l'erba; infatti le loro sfide più importanti ed avvincenti sono state combattute su questa superficie, in particolare a Wimbledon i due furono protagonisti di due finali e due semifinali. Ivanisevic è stato più precoce di Sampras nello scalare la classifica mondiale ed ha prevalso nei primi anni di carriera (tra il 1990 e il 1993 il bilancio è 5-3 in suo favore). Per il resto degli anni '90 Sampras è stato il leader della classifica mondiale ed è riuscito a ribaltare il testa a testa per 12-6.
Un simile andamento del testa a testa si ha anche contro Michael Chang. Il tennista di origine taiwanese è stato un baby prodigio della racchetta, vincendo il suo primo titolo nel grande slam a 17 anni nel 1989 e occupando fin dall'inizio della carriera le prime posizioni del ranking mondiale, a differenza di Sampras che è rimasto quasi nell'anonimato per i primi due anni prima di iniziare a vincere tornei importanti, e comunque ha dovuto attendere la metà degli anni '90 per poter esprimere il suo tennis migliore. Pertanto Chang ha vinto i primi cinque incontri disputati. Il bilancio finale è 12-8 per Sampras.
Nei primi anni di carriera Sampras ha avuto una accesa rivalità con il connazionale Jim Courier. A differenza di quella con Agassi la rivalità con Courier non ha interessato l'intera carriera di Sampras poiché negli anni successivi al 1994 è venuta meno a causa del rapido declino della carriera di Courier. Il bilancio finale è nettamente favorevole a Pete per 16-4, anche guardando solo il periodo 1991-1994, cioè quello in cui la rivalità è stata maggiormente accesa il bilancio è 9-3 per Sampras. Tuttavia Sampras ha subito per mano di Jim alcune cocenti sconfitte, su tutte quella nei quarti di finale dell'US Open 1991 in cui Pete si presentava da campione in carica e che causò anche delle discussioni fuori dal campo.

## Dopo il ritiro
Il 20 novembre 2007 ha giocato il primo di tre incontri d'esibizione a Seul contro Federer, perdendo 4-6 3-6. Il 22 novembre a Kuala Lumpur nel secondo incontro ha perso 6-7 6-7. Nell'ultima esibizione, il 24 novembre a Macao, ha vinto 7-6 6-4. In seguito, a marzo del 2008, i due campioni hanno giocato una nuova esibizione al Madison Square Garden di New York, vinta da Federer, con il punteggio di 6-3, 6-7, 7-6. Nel 2008 e nel 2009 ha partecipato ad alcune prove del circuito senior. Il 25 ottobre affronta in esibizione, a Macao, il suo rivale storico André Agassi, battendolo con il punteggio di 3-6, 6-3, 10-8.

## Statistiche e record

### Singolare

#### Grande Slam

##### Vinti (14)
| Anno | Torneo                          | Superficie | Avversario in finale | Punteggio                 |
| 1990 | US Open, New York (1)           | Cemento    | Andre Agassi         | 6-4, 6-3, 6-2             |
| 1993 | Torneo di Wimbledon, Londra (1) | Erba       | Jim Courier          | 7-63, 7-66, 3-6, 6-3      |
| 1993 | US Open, New York (2)           | Cemento    | Cédric Pioline       | 6-4, 6-4, 6-3             |
| 1994 | Australian Open, Melbourne (1)  | Cemento    | Todd Martin          | 7-64, 6-4, 6-4            |
| 1994 | Torneo di Wimbledon, Londra (2) | Erba       | Goran Ivanišević     | 7-62, 7-65, 6-0           |
| 1995 | Torneo di Wimbledon, Londra (3) | Erba       | Boris Becker         | 65-7, 6-2, 6-4, 6-2       |
| 1995 | US Open, New York (3)           | Cemento    | Andre Agassi         | 6-4, 6-3, 4-6, 7-5        |
| 1996 | US Open, New York (4)           | Cemento    | Michael Chang        | 6-1, 6-4, 7-63            |
| 1997 | Australian Open, Melbourne (2)  | Cemento    | Carlos Moyá          | 6-2, 6-3, 6-3             |
| 1997 | Torneo di Wimbledon, Londra (4) | Erba       | Cédric Pioline       | 6-4, 6-2, 6-4             |
| 1998 | Torneo di Wimbledon, Londra (5) | Erba       | Goran Ivanišević     | 62-7, 7-69, 6-4, 3-6, 6-2 |
| 1999 | Torneo di Wimbledon, Londra (6) | Erba       | Andre Agassi         | 6-3, 6-4, 7-5             |
| 2000 | Torneo di Wimbledon, Londra (7) | Erba       | Patrick Rafter       | 610-7, 7-65, 6-4, 6-2     |
| 2002 | US Open, New York (5)           | Cemento    | Andre Agassi         | 6-3, 6-4, 5-7, 6-4        |

##### Sconfitte (4)
| Anno | Torneo                     | Superficie | Avversario in finale | Punteggio           |
| 1992 | US Open, New York (1)      | Cemento    | Stefan Edberg        | 6-3, 4-6, 65-7, 2-6 |
| 1995 | Australian Open, Melbourne | Cemento    | Andre Agassi         | 6-4, 1-6, 66-7, 4-6 |
| 2000 | US Open, New York (2)      | Cemento    | Marat Safin          | 4-6, 3-6, 3-6       |
| 2001 | US Open, New York (3)      | Cemento    | Lleyton Hewitt       | 64-7, 1-6, 1-6      |